# Gwembe (Sambia)
Gwembe ist ein Ort oberhalb des Hanges zur Kariba-Talsperre in der Südprovinz in Sambia. Er liegt etwa 1250 Meter über dem Meeresspiegel und ist Sitz der Verwaltung des gleichnamigen Distrikts. Der Ort liegt 15 Kilometer südöstlich von Monze an einem kleinen Stausee.

## Wirtschaft
Wie Siavonga, Sinazongwe, Binga, Siabuwa ist Gwembe ein Ort für umgesiedelte Tonga. Sie lebten vor der Flutung des Kariba-Talsperre in den Sambesiauen und wurden 1957–1958 auf die Höhen umgesiedelt, wo die Böden karger und trockener sind als im Talgrund. Es wird Subsistenzlandbau auf einfachem Niveau in semiaridem Gebiet betrieben. Der Anteil an Marktverkäufen beschränkt sich auf den akuten Geldbedarf. Die Abwanderung ist hoch. Die Häuser sind aus Lehm und mit Gras gedeckt. Einige Entwicklungsprojekte haben Flechtarbeiten aus Palmblättern verbreitet, die bis nach Europa verkauft werden.

## Tourismus
Am Karibasee gibt es Safaritourismus einschließlich der Jagd.

## Infrastruktur
Die Fernstraße T1 nach Monze liegt etwa 10 Kilometer entfernt. Es gibt eine ungeteerte, 1.000 Meter lange Flugpiste, ein Krankenhaus und Grundschulen. Der Ort ist an das nationale Stromnetz angeschlossen.

## Soziales
Der dominierende Stamm sind die Tonga.